# Ramón Garrido Méndez
Ramón Garrido Méndez (València, 1868-12 de març de 1940) va ser un pintor valencià d'entresegles, l'estil artístic del qual es va desenvolupar conreant el costumbrisme, en la línia de Benlliure, plasmant paisatges i escenes, tant urbanes com –sobretot‐ de l'horta, amb ús abundant de tècniques del clarobscur. Va realitzar un gran nombre d'obres sobre tema religiós.

## Biografia
Garrido Méndez, fill de Ramón Garrido i Amparo Méndez, va néixer a València en 1868. La seva formació artística es va desenvolupar en l'Escola de Belles Arts de Sant Carles de València i en la de San Fernando de Madrid.
En 1891, amb vint-i-dos anys, Garrido es va presentar a l'oposició per a l'obtenció de Beques de la Diputació de València, que, després d'una polèmica oposició fallida en 1889, s'haurien de regir pel nou reglament elaborat per l'Acadèmia de Sant Carles. Havien presentat les seves instàncies personatges de la talla d'Isidoro Garnelo, Antonio Fillol, Enrique Cortina, Julio Peris Brell, Luís Gasch i cinc pintors més, tots ells ja veterans, a més de nous aspirants. Finalment el tribunal va acordar proposar com pensionat a Isidoro Garnelo.
Va casar amb Carmen Juan Bellver (nascuda en 1916), en 1870. D'aquest matrimoni van néixer tres fills: María del Carmen (1901-19/9/1903), Ricardo (1/11/1906-17/7/1982 i María Teresa Garrido Juan (6/4/1910-24/10/98). Va contreure matrimoni en segones núpcies amb Concepción Olmos Juan (+1952), cosina de la seva primera dona i filla de Vicente Olmos Oltra (1833‐1890)
Va accedir per oposició a la plaça de professor municipal de dibuix i va col·laborar en diferents esdeveniments organitzats per l'Ajuntament de València i diferents institucions i entitats de la ciutat, participant amb Julio Cebrián Mezquita en la realització dels tapissos de flor natural dedicats a la Verge dels Desemparats, d'algun dels esbossos dels quals va ser autor. Entre ells, destaquen els de 1914 (“El tapís de la mitja lluna”), 1915 (“El tapís de l'àngel que aixeca la imatge”) i 1917 (“Una monumental pagesa de flor”). Així mateix va ser secretari de la Comissió d'Adorn de Carrers i Places en ocasió de la coronació pontifícia de la imatge de la Verge dels Desemparats al maig de 1923, i entre els càrrecs pels quals va ser nomenat figura el de Conseller de la Caixa d'Estalvis i Mont de pietat de València.
Va ser Cap de Torn del Beat (en aquell temps) Juan de Ribera de l'Adoració Nocturna Espanyola i, a través d'una intensa relació amb l'Ordre Carmelita, de l'Ordre Terciària de la qual era membre, i també va propagar el culte a la Mare de Déu del Carme. Aquesta verge va ser objecte de diversos dels seus quadres i, representada en un retaule de taulells encara visible, presidia l'alqueria dels Juan, en l'horta d'Alboraia, aportada amb les seves terres per la seva esposa al patrimoni conjugal.
Va morir al carrer del Micalet núm. 1, baix, de València, el 12 de març de 1940 a conseqüència d'una embòlia cerebral.

## Obra
Allò fonamental de la seva obra es va plasmar en temes religiosos, en els quals es va prodigar de forma abundant i avui, la part supervivent de l'extensa obra de Garrido es troba en diferents col·leccions particulars, així com en els fons artístics de diferents entitats culturals i organismes oficials.
No obstant això, també treballà el constumbrisme. Exemples del seu reflex de l'ambient de l'horta són les obres "El moment crític", "La demanà de la núvia" (tots dos avui dia a l'estranger), "L'enterro de l'albat", "Les bugaderes", "La paella", "La peregrinació al Puig", “El rosari de l'aurora”, etc. A més del paisatgisme, aquest artista va conrear el retrat entre la burgesia i la noblesa dels seus dies, per exemple les "regines dels Jocs Florals de Lo Rat Penat" (Teresa de la Figuera i de la Cerda, en 1903), etc.
El seu art va ser valorat tant a la seva pròpia regió, on va prodigar la majoria de la seva obra, com en la resta d'Espanya. Va tenir així mateix diversos encàrrecs per a l'estranger (de diverses capitals europees i Nova York) i va rebre guardons en les Exposicions Regional (1909) i Nacional de València de 1910 on va obtenir la Medalla de Plata, en la Secció Sisena “Pintura contemporània-Quadres de costums”. Un altre pintor guardonat amb aquest premi va ser Josep Benlliure Ortiz.
També es va presentar a l'exposició de Pintura de Madrid, amb motiu del Congrés Eucarístic Nacional, premiant-se-li el quadre titulat "El viático". Una representació de la seva obra va ser portada a Buenos Aires juntament amb quadres de Benedito, Fillol, Teodoro Andreu i altres, com a mostra de pintura valenciana de principis de segle, quedant-se a la ciutat bonaerense, entre d'altres, el llenç "Les clavariesses", venut allí pel marxant organitzador del certamen.

### La seua obra sobre temes religiosos
Malgrat que una gran part de la seva producció pictòrica religiosa es va perdre entre 1931 i 1939, es conserven algunes peces destacades de la seua obra. Per als motius sacres va utilitzar tant la tècnica de pintura al fresc com la d'oli, conservant-se en l'actualitat pocs dels seus llenços i frescos que en seu moment decoraren esglésies i convents a causa de la crema que molts d'aquests recintes religiosos van patir durant la guerra civil, i l'espoli que va sofrir el seu estudi en ser confiscat durant aquell període, perdent-se una gran quantitat d'obres pictòriques, esbossos i dibuixos.
Dels seus pinzells havien sortit "El pa de Sant Antoni" en Sant Llorenç (P.P. Franciscans); dos quadres en la capella de Ntra. Sra. de Lourdes en el temple de Santa Catalina, altres dos llenços en el convent de l'Encarnació, diverses obres de grans proporcions per a l'església parroquial de Xest, entre elles la que representava la “Predicació de Sant Lluc”, així com unes altres per a les de Benissa, Beniarrés i d'Ontinyent; una sèrie de tapissos borgians per al palau del Sant Duc de Gandia; una sèrie de sants jesuïtes en el col·legi de San Josep de València; diversos llenços per al convent dels Caputxins de la Magdalena, a Massamagrell; les pintures de l'altar de Sant Lluís Gonzaga a l'església de la Companyia; el conegudíssim llenç de 2 x 1'30 m, pintat cap a 1912, que cridava a la devoció dels visitants en la capella de Sant Vicent Màrtir que representa a Sant Valero i a Sant Vicent davant Dacià (avui propietat particular), i tantes altres obres pictòriques.

### Obra en relació amb Sant Vicent Ferrer
La devoció de Ramón Garrido cap a Sant Vicent Ferrer, es va manifestar també a través de la seua pertinença a l'Associació de Sant Vicent de l'Altar del Mercat, amb la qual va col·laborar durant molts anys juntament amb el seu amic Salvador Dolz, president d'aquesta corporació. Els llenços que des de finals del segle xix cobrien l'altar del Mercat, també eren deguts a Garrido, però atès que gairebé tots els elements que conformaven aquest altar es guardaven a l'Església dels sants Joans, es van perdre en els incendis que va sofrir el temple de la plaça del Mercat. L'altar neogòtic, que va ser inaugurat en 1907 i on, durant tres dècades, es van escenificar els tradicionals miracles, fins que va ser destruït en 1936, havia estat projectat per ell mateix. No obstant això, mesos abans de la seua mort, va realitzar nous esbossos per a l'altar a construir, que al final serien executats per Bañón, en els llenços que cobreixen l'estructura construïda sota la direcció de l'orfebre Agustín Devesa Olmos. Així mateix, Garrido va realitzar el disseny, que segueix vigent, de la medalla de la institució del Mercat, incloent-li una efígie del sant.
Algunes de les seves obres vicentines són especialment destacables per la seua gran grandària. Així, a l'Església de nostra Senyora del Pilar de València, existeixen dos grans llenços murals en tela de sarja simulant tapissos, realitzats en 1889 i que procedeixen d'un altar provisional, que l'associació de Sant Vicent Ferrer d'aquella plaça instal·lava a les festes dedicades al sant. Aquests llenços es penjaven en els murs exteriors del temple com a fons d'escenari per a la representació dels miracles. A l'altre costat, i simètricament disposada amb l'anterior, existeix una altra pintura d'idèntiques dimensions, que mostra la sentència de l'històric Compromís de Casp o la presentació del nou rei Ferran d'Antequera per sant Vicente Ferrer. També en l'altar de l'Associació de Sant Vicent Ferrer, al carrer del Mar, on es representen actualment els miracles, figuren dues pintures a l'oli sobre llenç, de 2’33 x 1’33 m, que representen el baptisme i la mort del Sant.

### Obra en edificis religiosos
Part de la seua obra religiosa va estar relacionada amb arquitectura religiosa. A l'església del convent de la Mare de Déu del Carme, dels Carmelites Descalços, situada al carrer d'Alboraia, es pot apreciar una mostra de la decoració religiosa de diversos pintors valencians: Isidoro Garnelo, Ramón Garrido, el catedràtic alcoià Eduardo Soler i Ricardo Verd. Les obres del temple van ser dirigides per l'arquitecte valencià Joaquín Maria Belda (1839‐1912), després de la mort de l'autor del projecte, Manuel Giner Vidal. L'ornamentació d'aquesta església és considerada com un alt exponent de l'art modern religiós valencià.
La col·laboració de l'arquitecte Belda i els pintors Garnelo i Garrido en aquest temple no va ser l'única. El projecte de l'edifici carmelita havia estat realitzat per l'arquitecte Manuel Giner Vidal, qui a la seva mort va ser succeït en la direcció facultativa pel mateix Belda. Aquest arquitecte havia construït l'actual església de la companyia de Jesús de València ‐per aquest motiu existeixen una sèrie de similituds arquitectòniques i d'estil en tots dos temples‐ i, després del resultat de la decoració pictòrica a càrrec de Garnelo i Garrido, va requerir novament la seua col·laboració en la decoració de l'església carmelita del carrer d'Alboraia. Són de Garnelo els dos mitjos punts de la capella de la Immaculada de Joan de Joanes, mentre que són obres de Garrido els corresponents a la capella de Sant Lluís Gonzaga, i el "Descans en la fugida a Egipte" en la capella de Sant Josep. En l'obra del carrer d'Alboraia van tornar a trobar-se els tres artistes. Els plafons de les voltes del creuer són d'Eduardo Soler i els cinc que decoren la volta de la nau central són deguts a Garnelo. S'identifiquen en els medallons a Felip II, Alfons Maria de Liguori, Benet XIV, Sant Bartomeu apòstol, Lleó XIII, Juan de Palafox, Santo Domingo, Pau V, Sant Ignasi de Loiola, Gregori XV, Fra Francesc del Nen Jesús, Benet XIII, Jerònim Gracián, Climent X, i les imatges de Sant Vicent Ferrer (situat en la part més posterior de la volta que cobreix el cor), Sant Francesc de Borja, Sant Lluís Beltrán, i Sant Pere d'Alcàntara. Flanquejant els plafons centrals es troben divuit medallons d'un diàmetre aproximat a un metre, gràcies al pinzell de Ramón Garrido Méndez, realitzats al fresc i representant a personatges de l'Església, la Història i l'Ordre Carmelita.

### "Lo Jurament del Puig"
Entre la seva obra se sol destacar, pel seu dibuix, composició i tècnica, el quadre titulat "Lo Jurament del Puig", amb dimensions 2,50 x 1,70 m. Donat pel seu fill Ricardo Garrido a la Real Basílica de la Mare de Déu dels Desemparats, es troba exposat en l'escalinata al cambril. El pintor va presentar aquest quadre a l'Exposició Nacional celebrada a Madrid en 1892, juntament amb la tela costumista "El rés del Via‐Crucis (costums dels pobles propers a València)". Llavors ja havia acabat Garrido els seus estudis a l'Escola Superior de Belles arts de Sant Ferran coronant a Madrid la preparació acadèmica aconseguida amb la seva prèvia graduació a l'Escola de Sant Carles de València.
El conjunt pictòric narra el moment en què el rei Jaume I, davant els seus nobles, al peu de l'altar, la mà dreta sobre les sagrades escriptures i la mà esquerra sobre el seu pit, jura solemnement no travessar el riu Ebre ni abandonar l'adreça de la campanya militar per a la conquesta de València fins a haver pres la ciutat. Tan espectacular escena pictòrica va figurar així mateix en l'Exposició Regional Valenciana del 1909.
En aquells anys encara eren del gust general els anomenats quadres “de gènere”, amb assumptes d'història, responent a un sentit molt vuitcentista de la pintura. En aquell temps aquesta temàtica i el retrat es conceptuaven com les pedres de toc del temperament de l'artista.